# Masicera gentica
Masicera gentica là một loài ruồi trong họ Tachinidae.